# Capasa praeaurata
Capasa praeaurata là một loài bướm đêm trong họ Geometridae.